# Bioorganic Chemistry
Bioorganic Chemistry (abrégé en Bioorg. Chem.) est une revue scientifique à comité de lecture. Ce journal bimensuel inclut des revues à l'interface de la chimie et de la biologie.
D'après le Journal Citation Reports, le facteur d'impact de ce journal était de 1,588 en 2009. Le directeur de publication est C.P. Whitman (Université du Texas, États-Unis).